# 马格施塔特
马格施塔特是德国巴登-符腾堡州的一个市镇。总面积19.13平方公里，总人口8889人，其中男性4452人，女性4437人（2011年12月31日），人口密度465人/平方公里。